# Александровская женская гимназия (Пермь)
Александровская женская гимназия — гимназия, расположенная в Перми.

## История гимназии
Александровская женская гимназия  основана в 1880.
Мысль о принятии мер к образованию «детей женского пола» в правительственных сферах зародилась в середине XIX века. 2 мая 1856 г. Попечитель Казанского учебного округа Министерства Народного Просвещения циркуляром № 1528 обратился к Директору училищ Пермской губернии оповестив его, что «Его Превосходительство Г-н Министр Народного Просвещения предложением от 28 марта с/г за № 2746 уведомил меня, что Государь Император изволил обратить внимание, что «принятые до ныне меры к образованию детей женского пола, не вполне удовлетворяют потребностям настоящего времени Его Императорское Величество соизволил повелеть приступить к соображениям об устройстве на первый раз в Губернских городах женских школ, приближенных по курсу преподавания к Гимназиям».
Средними общеобразовательными учреждениями в России считались классические гимназии и прогимназии (т. е. неполные гимназии, большей частью 4-классные) и реальные училища, официально открытые для детей родителей всех сословий. При существовавшем в то время раздельном обучении, женщины могли получить среднее образование в женских гимназиях Министерства Народного просвещения или Ведомства учреждений императрицы Марии, а также в епархиальных училищах. Министерские гимназии, как правило, имели 7 классов и 8-й педагогический класс, в котором готовили учительниц.
В 1894 г. в России было 161 женская гимназия и 176 (трехклассных или четырёх-классных) прогимназий ведомства Министерства Народного Просвещения и 30 гимназий ведомства императрицы Марии: в первых было 71781 и во вторых 9945 учащихся.
Общественное движение 1860-х гг. вновь поставило на очередь вопрос об организации женской гимназии в Перми. В 1859—1860 гг. для изыскания средств инициаторами движения: известным общественным деятелем г. Перми Д. Д. Смышляевым и преподавателем мужской гимназии Н.А. Фирсовым было устроено одиннадцать музыкальных вечеров, привлекших много публики. 28 декабря 1860 г. на полученные средства в Перми было открыто женское училище 1-го разряда, названное в честь императрицы Марии Александровны Мариинским. Училище первоначально размещалось в полукаменном двухэтажном здании по ул. Пермской, пожертвованном пермскими купцами Ф. К. и Г. К. Каменскими (впоследствии здание Пермского уездного земства). В 1871 г. шестиклассное Мариинское женское училище было переименовано в Мариинскую гимназию с открытием при ней седьмого класса. С годами количество учениц росло, и помещение на Пермской улице становилось тесным. Ввиду увеличения числа учениц Мариинской гимназии и тесноты помещения в 1880 г., появилась мысль об учреждении в Перми женской прогимназии.
19 февраля 1880 г. гласные Городской Думы постановили в память исполнившегося в этот день 25-летия царствования императора Александра II основать в Перми четырёхклассную женскую прогимназию, каковая и была открыта 30 августа 1881 г.
Прогимназия содержалась на средства Пермского городского общества и Пермского губернского земства, которые ежегодно ассигновали на её содержание по 3.000 рублей каждое, и на сумму, получаемую от взноса платы за право учения, около 2500 рублей в год, что составляло до 8.500 рублей в год. В первую половину 1893 г. за право обучения в прогимназии взимался сбор в размере 6 рублей за полугодие, во второй половине учебного года учебная плата Попечительным советом прогимназии была увеличена на 3 рубля в год, или по 1 руб. 50 коп. за полугодие, «в тех видах, что на полученный излишек освободить от платы за право учения беднейших и достойнейших учениц. В 1-м полугодии 1893 г. было освобождено от платы 35 учениц, а во 2-м — 46 учениц».
При прогимназии состоял Попечительный совет, в обязанности которого входило «заведование бюджетом прогимназии и забота о её благосостоянии». В состав Попечительного совета в 1893 г. входили от Пермского уездного земства: Николай Николаевич Агров, Павел Григорьевич Гавриленко, Владимир Евграфович Тупицын, Аполлон Иванович Прозоровский и Аркадий Александрович Маллеев, исполняющий обязанности Председателя Совета и от Пермской городской думы: Пермский Городской голова Александр Васильевич Синакевич, Иустин Яковлевич Голынец, Александр Григорьевич Каменский, барон Александр Альфонсович Медем, Петр Ерофеевич Сигов, Иван Николаевич Суслин и Геннадий Иванович Холмогоров. В числе Почетных попечителей прогимназии состояли: Начальник губернии действительный статский советник Петр Григорьевич Погодин, и его супруга Елизавета Гавриловна Погодина. Председателем Педагогического совета состоял Михаил Михайлович Дмитриевский, начальницей прогимназии состояла по-прежнему Мамельфа Лаврентьевна Пермякова.

## История дома
Дом в г. Перми на углу улиц Сибирская и Большая Ямская, в котором жил в детские и юношеские годы Сергей Павлович Дягилев (1880—1890), построен в 1840-е гг., автор проекта неизвестен. Дом был куплен дедом Сергея Павловича Павлом Дмитриевичем Дягилевым у поручика Н. С. Баранова 15 февраля 1862 г. за 7 тыс. рублей.
В 1863—1864 гг. дом был перестроен по проекту архитектора Карвовского Р. И. (увеличен по улице Сибирской).
15 апреля 1877 г. в Пермскую Городскую управу поступило объявление от Коллежского советника Павла Дмитриевича Дягилева, в котором он просил разрешения управы на принадлежащем ему месте в 1-й части г. Перми по Большой Ямской и Сибирской улицам произвести постройку к деревянному одноэтажному дому под № 4 и постройку каменной одноэтажной прачечной и ворот в каменных столбах. Разрешение на строительство было получено 20 апреля 1877 г.
После кончины Павла Дмитриевича Дягилева в январе 1883 г. владелицей всех домов в Перми (по улице Большая Ямская и Сибирская, № 41-43-31; Большая Ямская, № 47; Большая Ямская и Сибирская, № 48-33; Большая Ямская и Оханская, № 36) стала его жена Анна Ивановна Дягилева. В 1880—1890 гг. в доме на углу улиц Большая Ямская и Сибирская, № 41-43-31 жила семья Павла Павловича Дягилева, после переезда в Пермь из Санкт-Петербурга: «Дом Дягилевых был большой, красивый особняк в конце главной — Большой Сибирской улицы, близ городского парка: настоящий дворец каких-нибудь владетельных князей. Внутри также было все роскошно, барственно, богато».
Дягилев Сергей Павлович (1872—1929) — русский театральный деятель, пропагандист русского искусства на родине и за рубежом, организатор «Русских сезонов» в Париже, Лондоне, Риме, Берлине и США. Родился в селе Грузино Новгородской губернии. Вскоре после его рождения семья переехала в С.-Петербург, а в 1880 г. — в Перми. Дом Дягилевых был одним из центров культурной жизни Перми, где часто устраивались литературно-музыкальные вечера. Отец Павел Павлович пел, мачеха Елена Валериановна прекрасно пела и декламировала, дядя Иван Павлович был организатором и старостой пермского музыкального кружка, играл на фортепиано. Дирижировал оркестром в Пермском городском театре. Силами кружка, совместно с профессиональными артистами устраивались концерты, поставлена сцены из оперы Глинки «Жизнь за царя» («Иван Сусанин») и т. п. Музыкальная просветительская деятельность семьи Дягилевых сыграла определённую роль в развитии музыкальных вкусов жителей Перми.
В 1891 г. здание было куплено за 33 тыс. руб. Городским обществом и Пермским уездным земством у Конкурсного управления по делам несостоятельных должников Дягилевых. Первоначально здание бывшего дома Дягилевых было отдано в аренду за 2500 рублей в год Почтово-телеграфному ведомству.
С 19 мая 1893 г. по 19 мая 1894 г. в здании располагалось Пермское отделение Государственного банка. В Перми отделение Государственного банка открыто в 1870 г. Первоначально отделение Государственного банка располагалось в здании по ул. Петропавловской, № 38. 18 мая 1893 г. в этом здании случился пожар, во время которого «сгорела, была переломана и расхищена большая часть имущества». В результате пожара погиб архив отделения, пострадало все имущество - «очень мало вещей, которые не требовали бы основательного ремонта». Однако «текущие дела, книги и документы» были спасены, и поэтому, 21 мая 1893 г. отделение смогло возобновить свою работу в бывшем доме Дягилевых на Сибирской улице: «В городе едва ли возможно найти подходящее по величине и изолированности от пожара здание».
Здание бывшего дягилевского дома требовало значительного ремонта, по словам Управляющего отделением: «оно настолько грязно и неисправно, что поместиться в нем в настоящем его виде невозможно, печи настолько не в порядке, что едва ли возможно затопить, не опасаясь пожара. В большей части окон выбиты стекла, испорчены сами рамы и металлические принадлежности, обои в комнатах ободраны, загрязнены и щели переполнены всевозможными паразитами. Словом, куда ни посмотри, везде полное разорение. Самый незначительный ремонт едва ли обойдется в 1 — 1 ½ тысячи рублей..».
16 июня 1893 г. Пермская Городская Дума в своём заседании постановила: «Дом бывшего Дягилевых, состоящего в 1-й части г. Перми на углу улиц Большой Ямской и Си-бирской, принадлежащего Пермскому городскому обществу, одноэтажного каменного дома, полукаменного флигеля и всеми надворными постройками сроком на один год, считая с 19 мая 1893 г. по 19 мая 1894 г.». Однако, по мнению Управляющего отделением Государственного банка, это была временная мера, призванная сохранить деятельность отделения в г. Перми. В письме, адресованном Главному Правлению, управляющий подчеркивал, что он «вынужден вновь ходатайствовать перед Правлением банка о разрешении покупки дома, как единственной меры навсегда, избавляющей от всевозможных случайностей, сопряженных с жизнью по квартирам».
С 1 сентября 1894 г. в здание, купленное городским обществом у Дягилевых на углу улиц Сибирской и Большой Ямской была переведена Александровская женская прогимназия (с 1907 г. — Александровская женская гимназия).

### Деятельность гимназии
В 1893 г. прогимназия имела кроме 4 основных классов параллельные отделения: в 1-е полугодие при III и IV классах, во второе при II и IV классах. На 1 января 1893 г. состояло 233 ученицы, к 1 января 1894 г — 226 учениц. Из числа 226 учениц большая часть, 217 учениц были православного вероисповедания, 2 — исповедовали единоверие, 2 — римско-католическую веру, 1 — лютеранскую, и 4 — иудейскую. По сословиям состав учениц распределялся следующим образом: дочерей дворян и чиновников — 58, почетных граждан и купцов 1-й гильдии — 13, духовного звания — 1, мещан, купцов 2-й гильдии и ремесленников — 94, крестьян — 52, нижних чинов — 6 и разночинцев — 2. В 1893 г. в прогимназию было принято 70 учениц, и выбыло 77 (из них 61 по окончании курса и 16 до окончания курса). Из окончивших курс прогимназии — 31 ученицы поступили в V класс женской Пермской Мариинской гимназии, 1 — в V класс Екатеринбургской женской гимназии, 1 — в Пермское епархиальное женское училище, 2 — в класс кройки и шитья, открытый при прогимназии. Остальные ограничились прогимназическим образованием, одна из них была допущена в качестве помощника учительницы к занятиям в церковно-приходской школе.
С 1 сентября 1894 г. прогимназию перевели в здание, купленное городским обществом у Дягилевых на углу улиц Сибирской и Большой Ямской: «Пожертвованное имущество находится в 1-й части города, по Сибирской и Большой Ямской улицам и заключается в усадебном месте, обширном и капитально устроенном каменном одноэтажном доме, с жилым подвальным этажом, довольно значительных размеров; 2-этажном полукаменном доме, каменных надворных постройках и небольшом саде. Все это имущество, при случайной покупке его, в настоящее время имеет стоимость 40 тыс. руб., каковой расход городом и земством принят в равной сумме каждым; совместное пожертвование недвижимости состоялось в виду того, что Прогимназия в Перми содержится также на общие средства этих учреждений, отпускающих ежегодные пособия по 3000 руб.».
В 1898 г. в здании на углу Сибирской и Большой Ямской, № 31/43-41 в 1-й части города Перми (№270 по окладным книгам Пермской городской управы) располагалась женская прогимназия. В 1898 г. оценка домовладения составляет 5000 руб. В 1899 г. домовладение не оценено и от сборов в пользу города, казны, а также уездного и губернского земства освобождено.
В 1907 г. Пермская женская прогимназия была преобразована в семиклассную гимназию имени императора Александра II.
25 июля 1909 г. во дворе гимназии был заложен двухэтажный пристрой. В 1910-е гг. по ул. Пушкина к дому сделана двухэтажная пристройка: внутренний двор соединён с домом и перестроен в рекреационный зал с верхним светом. Позднее здание особым перестройкам не подвергалось. В 1911 г. домовладение в 1-й части города Перми в 139 квартале на углу улиц Сибирская и Большая Ямская № 31-41-43 (№ 346 по окладным книгам Пермской городской управы) принадлежало Александровской женской гимназии.
1 ноября 1912 г. Товарищем Министра Народного просвещения, на основании Высочайшего повеления от 9 июля 1912 г., была утверждена «Инструкция комиссии и Строителю по расширению здания Пермской Александровской 2-й женской гимназии» и утверждён состав строительной комиссии под председательством Аркадия Александровича Маллеев (бывшего председателем Попечительного Совета гимназии с 1893 г.).
2 октября 1913 г. при Пермской Александровской женской гимназии была открыта по постановлению Попечительского Совета гимназии Начальная школа с 3 отделениями. Открыта она была «в интересах практики учениц 8-го Педагогического класса, которые присутствовали на уроках в школе и сами давали пробные уроки по Зак. Бож., русскому языку и арифметике». К 1 января 1918 г. в школе было 60 учениц в 3 отделениях, а к 1 сентябрю 1918 г. было принято 90 человек (87 девочек и 3 мальчика).
Так как Александровская женская гимназия с самого начала войны была занята воинскими частями, то занятия с учениками происходили в 1-й Мужской гимназии, там же помещалась и Начальная школа. Инвентарь гимназии (парты, шкафы, столы, стулья, книги, картины и др. учебные пособия) — «все было оставлено в помещении Александровской женской гимназии, частью было расхищено солдатами весной 1918 г., частью ими же сожжено или приведено в негодность».
По сведениям представленным на 15 апреля 1918 г. в Пермский Городской отдел Народного Образования Пермская Александровская женская гимназия, время открытия — 30 августа 1881 г.; гимназия с полными правами, имеет собственный дом.
Распределение учащихся по классам на 1 января 1918 г.:
Школа прогимназии — 70 учащихся
В 1-м классе в двух параллельных классах 88 учащихся.
Во 2-м классе в двух параллельных классах 92 учащихся.
В 3-м классе в двух параллельных классах 96 учащихся.
В 4-м классе в двух параллельных классах 92 учащихся.
В 5-м классе в двух параллельных классах 84 учащихся.
В 6-м классе в двух параллельных классах 90 учащихся.
В 7-м классе в двух параллельных классах 79 учащихся.
В 8-м классе в двух параллельных классах 50 учащихся.
Всего учащихся 741 девочек.
В 1918 г. домовладение на углу улиц Карла Маркса и Зиновьева, 31/41/43 было муниципализировано у Александровской женской гимназии на основании Декрета ВЦИК от 20 августа 1918 г.
Во время гражданской войны плоть до середины 1919 г. здание находилось в ведении военных властей. Во время нахождения в Перми войск Сибирского правительства России в доме находился призывной пункт, о чём свидетельствует надпись, обнаруженная на стенах в вестибюле здания во время ремонта в 1990-е гг.: «Уклонение от воинской повинности, уклонение от службы в действующей армии, отказ от участия в бою хотя бы временно — наказание каторжные работы от 4 до 20 лет или смертная казнь».
После освобождения Перми от колчаковцев большая часть государственных учреждений, связанных с Сибирским правительством России эвакуировалась из Перми вглубь Сибири и далее за пределы России.

### Рабочий факультет
В 1919—1923 гг. в здании бывшей Александровской женской гимназии разместился основной учебный корпус и общежитие рабочего факультета Пермского государственного университета. В революционной перестройке высшей школы огромную роль сыграло создание рабочих факультетов. Серьёзным препятствием для поступления рабочих и крестьян в высшие учебные заведения являлся их низкий общеобразовательный уровень. Рабочие факультеты создавались согласно постановлению Коллегии Высшей школы «об организации рабочих факультетов при университетах» (Из-вестия ВЦИК от 1 сентября 1919 г.) специально с целью подготовки рабочих и крестьян к поступлению в высшие учебные заведения, присвоив им название «Рабочих факультетов».
Пермский Рабфак, приравненный к основным факультетам университета, открылся в конце октября 1919 г. в составе двух групп с 50 слушателями. В течение 2 лет он вырос до 23 групп с 600 учащимися. Специальная комиссия по организации рабфака закончила свою работу к концу октября 1919 г., и со 2 ноября рабфак начал свою работу в составе двух групп. Однако официальное разрешение на работу рабфака было получено только в марте 1920 г., когда количество слушателей составило около 200 человек. Первый учебный год прошёл в сложной обстановке: из-за отсутствия программ каждый преподаватель занимался по собственному плану и разумению. Программа строилась по типу краткосрочных курсов и только по четырём предметам: русскому языку и литературе (преподаватель А. Г. Коровкина), математике (Р. Д. Коварский, приглашён из Москвы), физике и истории (профессор В. Э. Крусман). В конце учебного года было прочитано несколько лекций по естествознанию. Профессор Безикович занимался организацией учебного процесса на Рабфаке, приемом прибывающих студентов и организацией общежитий. После его отъезда из Перми в декабре 1920 г. Рабфак остался без руководителя, что отрицательно сказалось на организации учебного процесса.
Большое значение в развитии рабочих факультетов имел I Всероссийский съезд рабфаков в июне 1921 г. в резолюции, принятой съездом указывалось: «Рабочий класс должен завоевать высшую школу, как таковую, приспособленную к потребностям пролетарского государства. Высшая школа должна понять, что рабфак обеспечивает ей беспрерывный поток студентов из рабочего класса, пролетаризирует её и в отношении изменения состава студенчества и в изменении методов преподавания и реформы науки по её содержанию». Это решение съезда имело большое значение для развития рабфаков. Пермский рабфак превращается в пролетарское учебное заведение. Если в 1923 г. рабочие на факультете составляли 53,3 %, крестьяне — 40,5 %, то в 1925 г. рабочие составляли 65,6 %, крестьяне — 32 %. Значительно усиливается партийная прослойка рабочего факультета. В 1921 г. среди принятых на факультет было 25 % членов РКП(б), 25 % членов РКСМ, в 1925 г. — 35,4 % членов ВКП(б) и 40,5 % членов РЛКСМ.
На 1 июня 1923 г. на Рабфаке состояло 519 человек, которые по годам обучения распределялись следующим образом: на III курсе (младшая группа) 206 человек, на II курсе (средняя группа) — 194 человека, и на I курсе (старшая группа) — 119 человек. По отделениям студенты были распределены следующим образом: на техническом отделении 273 человека, на библиотечном — 185 человек, и на общественно-экономическом — 61 человек. Из общего числа студентов членов РКП(б) — 135 человек, членов РКСМ — 194 человека. Социальный состав студентов: из рабочих — 250 человек, из земледельцев — 208 человек, лиц не физического труда — 31. Членов профсоюза — 434 человека, не состоящих в союзах 85 человек. Весь состав слушателей был разделён на 19 групп: 7 младших, 7 средних и 5 старших, в среднем по 27-28 человек в группе. Количество преподавателей, обслуживающих Рабфак — 45 человек, из них 25 — штатных и 20 внештатных, 90 % преподавателей с высшим образованием, остальные со специальной подготовкой или общественные работники. Основное ядро педагогов с большим стажем.
Трудные задачи стояли перед рабфаком: состав слушателей был самым разнообразным, не было ни оборудованных помещений для занятий, ни общежитий, ни учебных пособий, ни определённых программ и планов. Занятия проводились одновременно в трёх зданиях: "Кирилло-Мефодьевском училище, бывшей Александровской гимназии и Физическом институте, находившихся в разных концах города. Основная работа рабфака развертывалась в здании Александровской гимназии. Для приведения его в порядок потребовалось немало средств и сил: все стекла в здании были выбиты, печи разрушены, не было ни освещения, ни водопровода. Окна забивали фанерой или заклеивали бумагой. В комнатах поставили железные печки, около которых обычно собирались слушатели. Занимались в две смены, особенные неудобства испытывала вечерняя смена, когда вместо электрического освещения приходилось довольствоваться отблеском тлеющих в буржуйке поленьев. В такой обстановке занимались по шесть-восемь часов»

### Школа-девятилетка № 21 и агрфакультетуниверситета
В 1922 г. по инициативе группы лиц, объединившихся для открытия школы в Об-во Просвещения" была организована Пермская школа-девятилетка № 21. В 1925 г. в здании по ул. Карла Маркса, 31 размещалась одна из трёх школ-девятилеток г. Перми № 21, заведующий школой Маркс Н. П. В момент открытия школы "Обществу пришлось озаботиться зданием, где можно было бы развернуть работу. ГубОНО дало здание бывшей Александровской женской гимназии, которое в это время находилось в разрушенном состоянии. Обществу пришлось первые свои средства употребить на необходимый ремонт здания, чтобы привести его в состояние годное для открытия в нем школы. Общество имело небольшие средства, составившиеся из добровольных взносов родителей учащихся, и потому не решилось ремонтировать всего здания, а исправило лишь только часть его (по плану одноэтажную часть, выходящую на ул. Сибирскую). Другая часть здания (двухэтажная по ул. Пушкина) была уступлена университету под Агрофак. Занимаемое школой здание перестало удовлетворять её по площади с момента перевода работы школы на Дальтон-план в середине 1920-х гг. Всего школа имела 9 классных комнат, то есть как раз столько сколько групп. Для построения иной, кроме учебной работы — клубной, организация уголков, музея и проч. школа места не имеет. Теперь, когда школа разрослась, уступленное Агрофаку здание было бы очень школе необходимо. На 400 человек учащихся имелись чрезвычайно маленькие комнатки раздевалок, могущие вместить одежду 100 человек, к тому же одна из них совершенно тёмная. Вследствие тесноты, в раздевалках постоянно теряются у учащихся галоши, пальто.
В 1924/1925 гг. согласно данным ОкрФО «Карточки общего регистрационного списка владений» с 1 апреля 1924 г. по 30 марта 1925 г. земельный участок в 139 квартале г. Перми по ул. Карла Маркса, 31 общей площадью 1044 кв. саж., под строениями занято — 674,91 кв. саж., в том числе — 699,65 кв. саж. под каменными строениями и под двором 369,09 кв. саж. — находился в ведении Пермского Местного хозяйства и в пользовании учебных учреждений: школы 2-й ст. № 21 ОкрОНО и Агрономического факультета Государственного университета. Домовладение на основании Постановления СНК СССР от 29.05.1924 г. ст.2. от уплаты земельной ренты свободно.
Агрономический факультет Пермского государственного университета, по воспоминанию проф. Варгина организовался весной 1923 г., в самом начале своей организации он помещался в сильно разрушенном здании (быв. Александровской гимназии), не имел ни света, ни тепла, ни стульев, ни табуретов, никакого оборудования во всех своих помещениях, отведённых для кабинетов и лабораторий. И только с осени 1923 г. благодаря, исключительной энергии небольшой группы (8 человек) агрономов-преподавателей и профессора Варгина могли начаться регулярные занятия по агрономическим дисциплинам (земледелию, животноводству, организации хозяйству и др.) при самом примитивном оборудовании и при возможности во всякую минуту закрытия факультета".